# 横浜市立霧が丘義務教育学校
横浜市立霧が丘義務教育学校（よこはましりつきりがおかぎむきょういくがっこう）は、神奈川県横浜市緑区霧が丘にある横浜市立の義務教育学校である。
正式名称は霧が丘義務教育学校であるが、通称として横浜市立義務教育学校霧が丘学園（よこはましりつぎむきょういくがっこう きりがおかがくえん）を使用している。
小中一貫校であるため、学年は1年から9年となる。そのうち1年〜6年を小学部、7年〜9年を中学部と呼ぶ。
中学○年と呼ばれることはない。

## 沿革

### 経緯
当校は2006年4月に開校した横浜市立霧が丘小学校と1982年4月に開校した横浜市立霧が丘中学校を前身とする。両校は、2010年4月より横浜市立小中一貫校 霧が丘小中学校として小中一貫教育を実施している。2016年の学校教育法改正法施行により義務教育学校が新設され、これを受けて神奈川県下で初めての義務教育学校として開校した。

### 年表
- 2010年（平成22年）4月 - 横浜市立霧が丘小学校と横浜市立霧が丘中学校が統合し、横浜市立小中一貫校霧が丘小中学校が開校[3]。
- 2016年（平成28年）4月 - 義務教育学校へ移行。横浜市立霧が丘義務教育学校に改称[3]。

## 通学区域
- 横浜市緑区
  - 霧が丘一丁目、二丁目、三丁目、四丁目、五丁目、六丁目
  - 十日市場町1863番地、1864番地、1866番地、1867番地、1916番地から1922番地、2031番地から2,047番地、2,057番地から2,462番地、2,463番地の4、2,471番地以降[4]
  - 霧が丘地区は、旭区と接しているため、横浜市立若葉台小学校の方が本校より近い地域がある。

## アクセス
- 田園都市線青葉台駅または横浜線十日市場駅から23・青23系統で郵便局前下車徒歩4分[5]